# Ritchie’s Archipelago
Das Ritchie's Archipelago ist eine Gruppe kleiner Inseln, die etwa 20 Kilometer östlich von Great Andaman, der Hauptinselgruppe der Andamanen, im Indischen Ozean liegt. Die Inseln gehören zum Verwaltungsbezirk South Andaman, der Teil des indischen Unionsterritoriums Andamanen und Nikobaren ist.

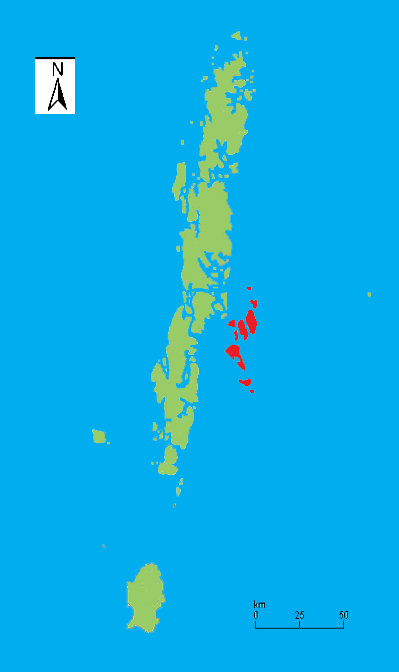
Ritchie's Archipelago

## Geografie
Die Inseln liegen im Golf von Bengalen an der Grenze zur Andamanensee und sind etwa 200 km südlich des nächsten asiatischen Festlandes, Kap Negrais in Myanmar, gelegen. Der Archipel besteht aus 4 größeren Inseln, 3 mittelgroßen Inseln und 10 kleineren Inseln, die sich in einer ungefähren Nord-Süd-Kette parallel zur Hauptgruppe der Großen Andamanen erstrecken. Darunter Havelock Island, Neill Island und Wilson Island. Die höchste Erhebung ist der Round Hill auf Wilson Island mit einer Höhe von 216 Metern.
Die Gesamtfläche des Ritchie's Archipelago beträgt 251,05 km² und die Küstenlinie 262,07 km.
Die Inseln sind bekannt für ihre tropischen Wälder, Mangroven und die reiche Biodiversität, die sie zu einem wichtigen Lebensraum für zahlreiche Tier- und Pflanzenarten macht.

## Bevölkerung
Zur indigenen Bevölkerung des Ritchie-Archipels gehörten ursprünglich die Völker der Groß-Andamaner, insbesondere der Stamm der Aka-Bale. Diese wurden jedoch nach der Gründung kolonialer Siedlungen während der britischen Kolonialherrschaft und später im unabhängigen Indien deutlich zurückgedrängt. Im Laufe der Zeit verschwanden die indigenen Gemeinschaften des Archipels ganz. Im 21. Jahrhundert besteht die Bevölkerung des Ritchie-Archipels hauptsächlich aus eingewanderten indischen Siedlern und einer kleinen Anzahl von Karen aus Myanmar, die in den 1920er Jahren auf die Andamanen kamen.
Das Ritchie's Archipelago hatte laut der Volkszählung von 2001 über 8.200 Einwohner. Die meisten Einwohner leben auf Havelock - und Neil-Island.

## Geschichte
Das Archipel wurde nach John Ritchie benannt, einem britischen Marinevermesser des 18. Jahrhunderts, der die Region kartierte und dokumentierte. Viele der Inselnamen stammen von britischen Generälen und Beamten aus der Zeit des indischen Aufstands von 1857. Ritchies Arbeit war entscheidend für die Erkundung und Nutzung der Andamanen durch die britische Verwaltung.

## Umwelt und Tourismus
Die Inseln sind empfindliche Ökosysteme, die durch menschliche Aktivitäten wie Abholzung und Landnutzung bedroht sind. Gleichzeitig haben Naturschutzmaßnahmen, wie die Wiederherstellung von Mangroven, positive Auswirkungen auf die Umwelt. Der Tourismus spielt eine bedeutende Rolle, bringt jedoch Herausforderungen für die Nachhaltigkeit mit sich.